# Ігрили
Ігрили (пол. Igryły) — село в Польщі, у гміні Сокулка Сокульського повіту Підляського воєводства.
Населення — 153 особи (2011).
У 1975-1998 роках село належало до Білостоцького воєводства.

## Демографія
Демографічна структура станом на 31 березня 2011 року:
|          | Загалом | Допрацездатний вік | Працездатний вік | Постпрацездатний вік |
| -------- | ------- | ------------------ | ---------------- | -------------------- |
| Чоловіки | 80      | 25                 | 49               | 6                    |
| Жінки    | 73      | 22                 | 40               | 11                   |
| Разом    | 153     | 47                 | 89               | 17                   |